# Hortipes rothorum
Hortipes rothorum là một loài nhện trong họ Corinnidae.
Loài này thuộc chi Hortipes. Hortipes rothorum được miêu tả năm 2000 bởi Bosselaers & Rudy Jocqué.